# Calydorea chilensis
Calydorea chilensis là một loài thực vật có hoa trong họ Diên vĩ. Loài này được Muñoz-Schick mô tả khoa học đầu tiên năm 2003.